# Тумрок (вулкан)
Ту́мрок — щитовидный вулкан в России, на Камчатке. Его высота 2103 метра, диаметр около 10 км. Является самой высокой точкой одноимённого хребта, который отходит от Восточного хребта. От вулкана берёт начало река Андриановка. Также неподалёку расположен источник Тумрок.